# Depresiunea Târgu Secuiesc
Depresiunea Târgu Secuiesc (numită și Depresiunea Râului Negru sau Depresiunea Brețcului) este o unitate de relief din județul Covasna, Transilvania, România, situată în partea estică a Depresiunii Brașovului. Ocupă câmpia mai înaltă și este drenată de cursul Râului Negru, precum și de afluenții acestuia. 
Depresiunea este delimitată la nord-vest de Munții Bodoc, la nord-est de Munții Nemira, la est de Munții Brețcului și la sud de Munții Întorsurii. La sud-vest de află culoarul piemontan de la Reci. Tot spre sud-vest, Depresiunea Târgu Secuiesc se leagă de Depresiunea Sfântu Gheorghe.